# 羅莫達諾沃區
54°25′N 45°21′E / 54.417°N 45.350°E
羅莫達諾沃區（俄语：Ромодановский район），是俄羅斯的一個區，位於該國西部，由莫爾多維亞共和國負責管轄，面積820.8平方公里，2010年人口20,702，人口密度每平方公里25.22人。